# Marta Cmiel-Bażant
Poljska slovenistka, poučuje na oddelku za slovenistiko na Inštitutu za zahodno in južno slavistiko Univerze v Varšavi.
V glavnem se ukvarja z analizo diskurza, retoriko, popularno kulturo ter zgodovino umetnosti in slovenske literature. Leta 2017 je doktorirala z disertacijo Słoweńska krytyka literacka okresu międzywojnia (1918–1941) (Slovenska literarna kritika med obema vojnama).

### Članki
- Cmiel, A. Kołeczek, P. Lament, A. Łubińska, A. Pieńkowska, Polacy w Słowenii, Warszawa 2009.
- O czym milczy „Antygona” Dominika Smolego? Z problemów interpretacji dramatu poetyckiego (w:) „Humanistyka XXI wieku. Rocznik doktorantów Wydziału Polonistyki Uniwersytetu Warszawskiego”, nr 2 (1)/2011 – nieZapisane, Warszawa 2011, s. 120–128.
- Alpski svet v „Krstu pri Savici” France Prešerna in romantična podoba narave (w:) Ideologije v slovenskem jeziku, literaturi in kulturi, red. Aleksander Bjelčević, Ljubljana 2012, s. 129–133.
- Alpski svet v Krstu pri Savici : France Prešeren in romantična podoba narave, Ideologije v slovenskem jeziku, literaturi in kulturi: zbornik predavanj, 2012, 129–133.
- Badanie historycznych wspólnot interpretacyjnych na przykładzie słoweńskiej krytyki literackiej okresu międzywojnia (w:) „Humanistyka XXI wieku. Rocznik doktorantów Wydziału Polonistyki Uniwersytetu Warszawskiego”, Nr 1 (4)/2013 – „Pożytki z czytania”, Warszawa 2013, s. 18–24.
- Funkcijsko zaznamovana ‘kvazipoimenovanja’ v jeziku literarne vede, esejistike in kritike. Iz zgodovine pojmov dekadenca in dekadentnost. (w:) Obdobja v slovenskem jeziku, literaturi in kulturi. Družbena funkcijskost jezika (vidiki, merila, opredelitve), red. Andreja Žele, Ljubljana 2013, s. 77–82.
- Načini razumevanja in konstruiranja slovenstva v času prve jugoslovanske države (1918–1941), na podlagi odmevnih glasov kulturnih delavcev (w:) Slovanski jeziki na stičišču kultur, red. Rok Andres, Megi Rožič, Nina Zavašnik, Lidija Rezoničnik, Ljubljana 2016, s. 95–101.
- Podmiot przegląda się w innym. Drago Jančar i Aleš Debeljak w Ameryce (w:) Czytać, wędrować, być, red. Magdalena Bogusławska, Joanna Goszczyńska, Jasmina Šuler-Galos, Warszawa 2016, s. 133–145.
- Načini razumevanja in konstruiranja slovenstva v času prve jugoslovanske države (1918-1941) na podlagi odmevnih glasov kulturnih delavcev, Slovanski jeziki na stičišču kultur: konferenčni e-zbornik, 2016, 95–102.
- Przemiany słoweńskojęzycznej publicznej w okresie międzywojennym (w:) Fabryka Słowian: Modernizacje, red. Danuta Sosnowska, Warszawa 2017.

### Prevodi
- Janez Bogataj, Zwyczaje i obyczaje okresu Bożego Narodzenia w Słowenii – związki pomiędzy tradycją i współczesnością. (w:) Współczesna kultura słoweńska i jej źródła, red. Z. Darasz Warszawa 2009, s. 15‒35.
- Maja Novak, Misterium lewej windy (w:) Noc w Lublanie, Gdańsk 2009, s. 149‒163.
- Jurij Hudolin, Ingrid Rosenfeld (fragment powieści) (w:) „Tekstualia” nr 3 (30), 2012, s. 43‒59.
- Katja Mihurko Poniž, Rozszerzanie horyzontu (w:) „Tekstualia” nr 3 (30), 2012, s. 175‒179.
- Varja Velikonja, Reborn (w:) „Tekstualia” nr 3 (30), 2012, s. 181‒184.
- Stanislava Chrobáková-Repar, Wyszehrad plus, z karty pamięci (w:) „Tekstualia” nr 3 (30), 2012, s. 185‒192.
- Stanislava Chrobáková-Repar „Slovenka do kwadratu”  monodram, Dom Kultury Śródmieście.
- Nenad Jelasijević, Kompleksowy tragizm zwodniczej wielokulturowości (w:) „Didaskalia”, nr 132, kwiecień 2016.
- Stanislava Chrobáková Repar, Inicjacje – czyli transkulturowość w języku człowieka oraz cykl wierszy Wieloletnie międzyczasy (w:) „Tekstualia” nr 3 (46) 2016.